# Nedoceratops hatcheri
Il nedoceratopo (Nedoceratops hatcheri Lull, 1905), precedentemente noto come diceratopo (Diceratops), è un grande dinosauro erbivoro scoperto negli strati del Cretaceo superiore degli Stati Uniti. Questo imponente erbivoro, noto principalmente per parti di un cranio gigantesco, apparteneva alla famiglia dei Ceratopsidi, grandi quadrupedi dotati di corna e collare osseo. 

## Descrizione
Per lungo tempo questo animale è stato confuso con il ben noto triceratopo, in effetti quasi identico. In realtà, tra i due le differenze sono minime: entrambi lunghi circa 9 metri, possedevano due lunghe corna sopraorbitali e un collare osseo, ma mentre il triceratopo aveva un piccolo corno sul naso e il suo collare era formato da ossa compatte, il diceratopo possedeva forse soltanto un rigonfiamento nasale e la gorgiera era dotata di alcune “finestre” per l'inserzione dei muscoli della bocca.

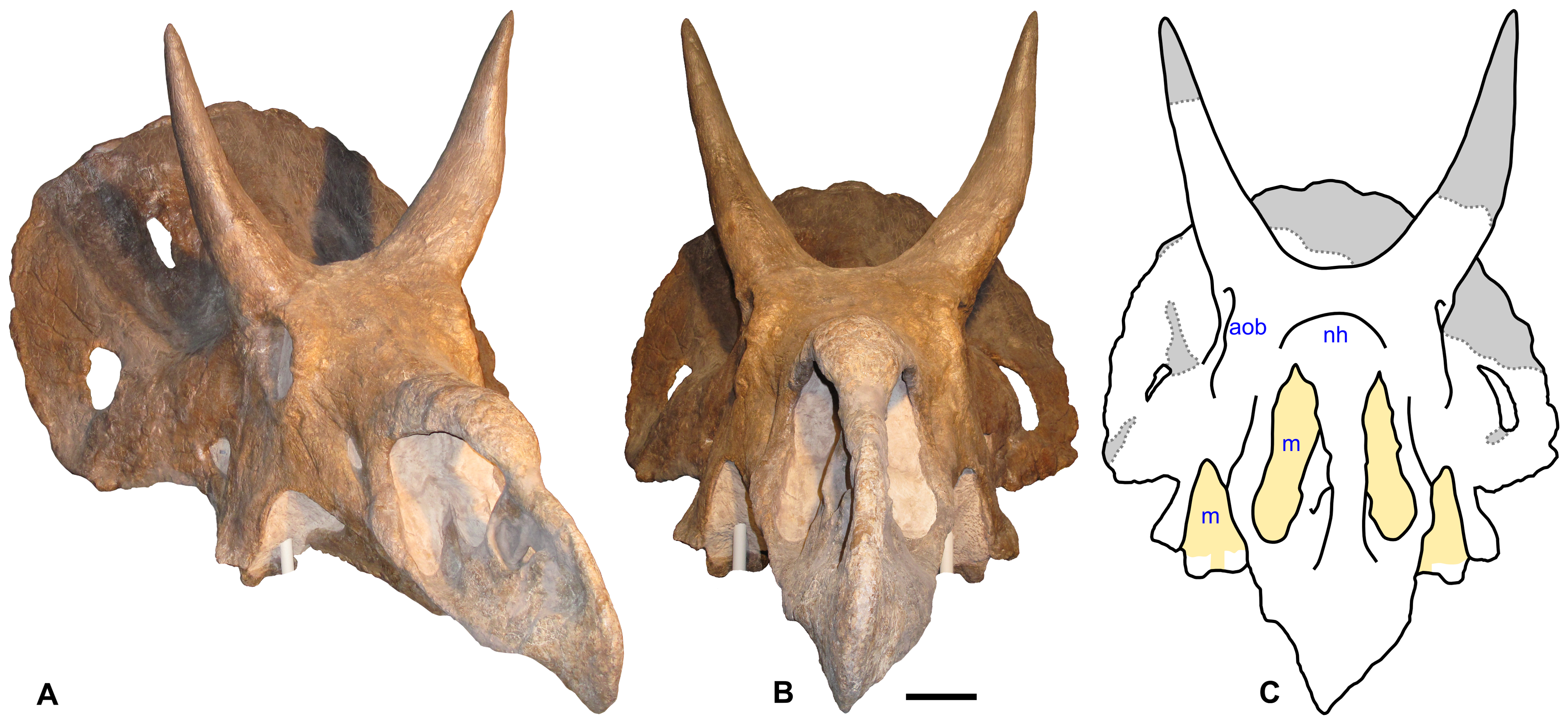
Cranio di Nedoceratops